# Collado de la Gallina
El Collado de la Gallina (en catalán: Coll de la Gallina) es un paso de montaña de los Pirineos, en Andorra. Alcanza una altura de 1907 m s. n. m. y se encuentra ubicado en la parroquia de San Julián de Loria. Da acceso al Santuario de Canólich, y ha sido final de etapa en varias ediciones de la Vuelta Ciclista a España. 
Es un paso fronterizo entre Andorra y España, alcanzando la provincia de Lérida a través de Fontaneda.

## Características
El collado de la Gallina (1907 m s. n. m.) tiene dos vertientes desde San Julián de Loria (903 m s. n. m.): la norte a través de Bixessarri y la sur por Fontaneda.
La vertiente norte se inicia desde Aixovall (923 m s. n. m.), donde se toma la carretera con dirección a Bixessarri (1160 m s. n. m.), y desde ahí hacia el Santuario de Canólich (1635 m s. n. m.). El desnivel total por esta cara es de 975 m. con 11,8 km de longitud. La pendiente media es del 8,2%, aunque alcanza unas máximas en torno al 18-20%.
En 2015 se asfaltó el tramo que unía la cima con la localidad de Fontaneda, abriendo un nuevo paso para los ciclistas que frecuentan la zona. Partiendo de San Julián, se atraviesa el Coll de Jou (1150 m s. n. m.) para enlazar en el ascenso hasta Fontaneda (1307 m s. n. m.), comenzando los tramos más duros nada más pasar la Borda del Gastó, que llegan a alcanzar el 18% de desnivel. Esta vertiente tiene una longitud de 12 km y una pendiente media del 8,5%. El desnivel que salva es de 1019 m.
La carretera serpentea entre algunos bosques de fresnos (Fraxinus excelsior), encinas (Quercus rotundifolia) y robles (Quercus pubescens). También se pueden encontrar algunos latoneros (Celtis australis) y nogales (Juglans regia).

## Vuelta a España

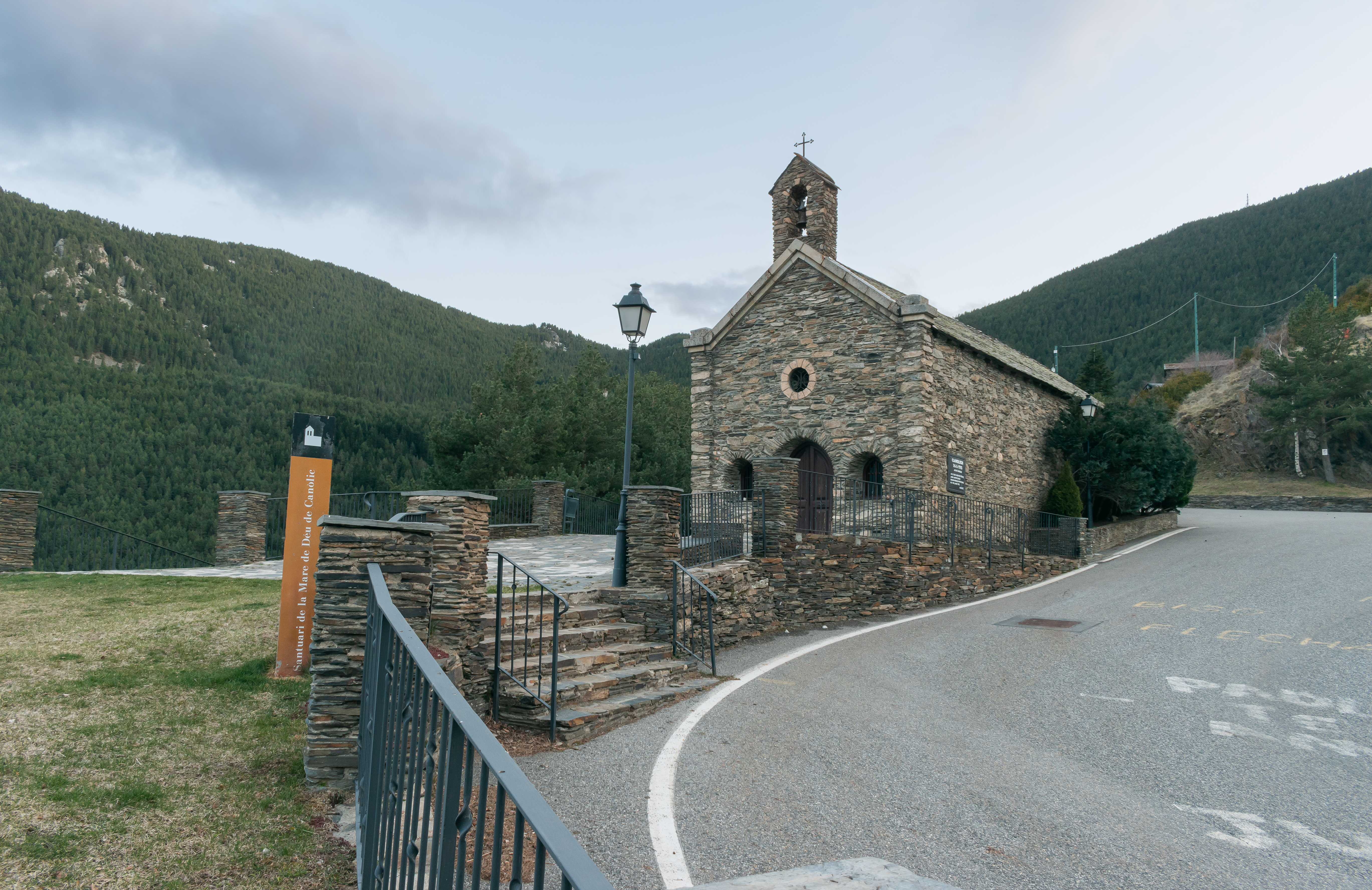
Santuario de Canólich, cerca de la cima del collado, junto a la carretera de ascenso.

La Vuelta Ciclista a España ha visitado en varias ocasiones el collado, siendo final de etapa en las siguientes ocasiones:
| Edición | Ganador            | Líder             |
| ------- | ------------------ | ----------------- |
| 2012    | Alejandro Valverde | Joaquim Rodríguez |
| 2013    | Daniele Ratto      | Vincenzo Nibali   |
| 2018    | Enric Mas          | Simon Yates       |